# Spiritual Instinct
Spiritual Instinct ist der Titel des sechsten Studioalbums des französischen Blackgaze-Duos Alcest, welches am 25. Oktober 2019 bei Nuclear Blast weltweit erschien.
Das reguläre Album beherbergt sechs Titel. Eine Spezialausgabe mit Bonus-CD enthält zudem abgeänderte Versionen der Lieder Protection und Sapphire.

## Entstehung
Alcest kündigten an, dass der Kodama-Tourzyklus Ende des Jahres 2018 beendet sei und gaben an bereits an neuem Material für das inzwischen sechste Studioalbum gearbeitet zu haben. Das erste Stück, das Neige für das Album geschrieben hat heißt Protection. Das Album wurde im Drudenhaus Studio von Benoît Roux eingespielt; das Albumcover stammt aus der Feder des Grafikdesigner-Duos Førtifem. Neige beschrieb die Albumaufnahmen als einen „langen und herausfordernden Prozess.“
Am 11. April 2019 gab das Duo bekannt bei Nuclear Blast einen Plattenvertrag unterschrieben zu haben.

## Albumcover
Das Artwork von Spiritual Instinct zeigt eine Sphinx im Stil der symbolischen Kunstbewegung. Neige beschreibt die Sphinx als „ultimativste Verkörperung eines Mysteriums“, das sowohl die spirituelle als auch die animalische Seite des Menschen vereine.

## Musik
Auf Spiritual Instinct wird der Gesang von Neige, der in einigen Liedern eine Fantasiesprache verwendet, die lediglich aus Vokalen besteht, als sphärisch beschrieben. Das Tempo ist meist im mittleren Bereich angelegt. Ab und an wendet Sänger Neige auch Screamings an. Phasenweise sind musikalische Ähnlichkeiten auf instrumentaler Ebene mit Tool oder Dead Can Dance heraushörbar. Im Lied Le Miroir werden Folk-Anleihen in der Musik beschrieben, die fast eine mittelalterliche Assoziation hervorrufen. Das Duo verziert seinen bekannten Klang mit musikalischen Neuerungen.

## Veröffentlichungen
Am 23. August 2019 brachte das Duo ihre erste Singleauskopplung Protection heraus und veröffentlichte zeitgleich ein von Craig Murray produziertes Musikvideo. Etwa einen Monat später folgte mit Sapphire die zweite Single mitsamt dem ebenfalls von Murray gedrehten Musikvideo.
Spiritual Instinct wurde für den 25. Oktober 2019 angekündigt.

## Titelliste
| #  | Titel                                        | Komponist | Länge | Anmerkungen |
| -- | -------------------------------------------- | --------- | ----- | ----------- |
| 1. | Les jardins de minuit („Mitternachtsgärten“) | Neige     | 7:53  |             |
| 2. | Protection („Schutz“)                        | Neige     | 5:49  |             |
| 3. | Sapphire („Saphir“)                          | Neige     | 5:00  |             |
| 4. | L’île des morts („Die Insel der Toten“)      | Neige     | 9:04  |             |
| 5. | Le miroir („Der Spiegel“)                    | Neige     | 5:31  |             |
| 6. | Spiritual Instinct („Spiritueller Instinkt“) | Neige     | 7:43  |             |

## Bewerbung
Neben den vorab veröffentlichten Singleauskopplungen kündigten Alcest eine Europatournee an, die zwischen Februar und März 2020 gespielt wird. Begleitet wird diese Tour von der französischen Band Birds in Row und dem Darkwave-Trio Kælan Mikla aus Island.

## Charts und Chartplatzierungen
| ChartsChartplatzierungen | Höchstplatzierung | Wochen |
| ------------------------ | ----------------- | ------ |
| Deutschland (GfK)        | 12 (2 Wo.)        | 2      |
| Österreich (Ö3)          | 63 (1 Wo.)        | 1      |
| Schweiz (IFPI)           | 30 (1 Wo.)        | 1      |
| Frankreich (SNEP)        | 106 (1 Wo.)       | 1      |
| Belgien (Ultratop)       | 92 (1 Wo.)        | 1      |
| Finnland (IFPI)          | 34 (1 Wo.)        | 1      |